# یوگنی پوخلبایف
یوگنی پوخلبایف (اوکراینی: Євген Васильович Похлєбаєв؛ زادهٔ ۲۵ نوامبر ۱۹۷۱) بازیکن فوتبال اهل اتحاد جماهیر شوروی سوسیالیستی است.
از باشگاه‌هایی که در آن بازی کرده‌است می‌توان به باشگاه فوتبال دنیپرو و باشگاه فوتبال دینامو کی‌یف اشاره کرد.
وی همچنین در تیم‌های ملی فوتبال اوکراین بازی کرده‌است.